# Regina Belle

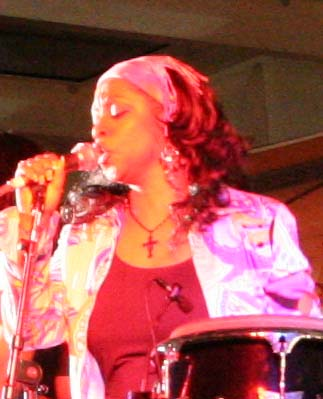
Regina Belle im Januar 2008

Regina Edna Belle (* 17. Juli 1963 in Englewood) ist eine US-amerikanische Soul- und Gospel-Sängerin. Für den größten Hit ihrer Karriere, dem US-Nummer-eins-Hit A Whole New World im Duett mit Peabo Bryson, erhielt sie 1993 einen Grammy.

## Biographie
Schon in sehr jungen Jahren sammelte Belle Gesangserfahrungen mit Gospelmusik, begann sich jedoch wenig später für Rhythm & Blues zu begeistern. Im Alter von zwölf Jahren gewann sie einen Gesangswettbewerb ihrer Schule mit einem Cover des Emotions-Songs Don't Ask My Neighbours. Außerdem nahm sie Unterricht für Posaune, Tuba und Steeldrums. Später besuchte sie Rutger's University, wo sie Jazz und Oper studierte.
Der New Yorker Radio-DJ Vaughn Harper wurde auf Regina Belle aufmerksam und stellte sie den Manhattans vor, woraufhin die Sängerin begann, im Vorprogramm der Band zu spielen. 1986 erschien die von Bobby Womack produzierte Single Where Did We Go Wrong, ein Duett von Belle und den Manhattans.
1987 bekam Belle dann einen Plattenvertrag bei Columbia Records und noch im gleichen Jahr erschien dort ihr Debütalbum All by Myself. Als Single wurde zunächst Show Me the Way ausgekoppelt, das es bis auf Platz 2 der R&B-Charts schaffte. So Many Tears scheiterte nur knapp an den Top 10. 1989 wurde dann Belles zweites Album Stay with Me veröffentlicht, das die Hitsingles Baby Come to Me, Make It Like It Was, This Is Love und What Goes Around enthielt.
1993 erhielt A Whole New World, ein Duett von Belle und Peabo Bryson aus dem Walt-Disney-Film Aladdin, einen Grammy in der Kategorie „Best Pop Performance by a Duo or Group with Vocal“ und noch im gleichen Jahr erschien Passion, Belles drittes Album. Später folgten Reachin' Back, Believe in Me, This Is Regina! und Lazy Afternoon. Insgesamt wurde Belle fünf Mal für einen Grammy nominiert.
Seit ihrem 2008er Album Love Forever Shines widmet sich Belle verstärkt der Gospel-Musik. Seither entstanden zwei weitere Alben in diesem Stil, zuletzt 2016, The Day Life Began.

## Diskografie

### Studioalben
| Jahr | Titel               | Höchstplatzierung, Gesamtwochen, AuszeichnungChartplatzierungen (Jahr, Titel, Platzierungen, Wochen, Auszeichnungen, Anmerkungen) | Höchstplatzierung, Gesamtwochen, AuszeichnungChartplatzierungen (Jahr, Titel, Platzierungen, Wochen, Auszeichnungen, Anmerkungen) | Höchstplatzierung, Gesamtwochen, AuszeichnungChartplatzierungen (Jahr, Titel, Platzierungen, Wochen, Auszeichnungen, Anmerkungen) | Anmerkungen                             |
| Jahr | Titel               | UK | US | R&B | Anmerkungen                             |
| ---- | ------------------- | --- | --- | --- | --------------------------------------- |
| 1987 | All by Myself       | UK53 (4 Wo.)UK | US85 (15 Wo.)US | R&B14 (38 Wo.)R&B | Erstveröffentlichung: 1. Juni 1987      |
| 1989 | Stay with Me        | UK62 (1 Wo.)UK | US63 Gold · (44 Wo.)US | R&B1 (55 Wo.)R&B | Erstveröffentlichung: 7. August 1989    |
| 1993 | Passion             | — | US63 Gold · (23 Wo.)US | R&B13 (37 Wo.)R&B | Erstveröffentlichung: 16. Februar 1993  |
| 1995 | Reachin’ Back       | — | US115 (9 Wo.)US | R&B18 (16 Wo.)R&B | Erstveröffentlichung: 5. September 1995 |
| 1998 | Believe in Me       | — | — | R&B42 (6 Wo.)R&B | Erstveröffentlichung: 9. Juni 1998      |
| 2001 | This Is Regina!     | — | — | R&B61 (7 Wo.)R&B | Erstveröffentlichung: 23. Oktober 2001  |
| 2004 | Lazy Afternoon      | — | — | R&B58 (8 Wo.)R&B | Erstveröffentlichung: 13. Juli 2004     |
| 2008 | Love Forever Shines | — | US119 (2 Wo.)US | R&B15 (30 Wo.)R&B | Erstveröffentlichung: 13. Mai 2008      |
| 2012 | Higher              | — | — | R&B44 (2 Wo.)R&B | Erstveröffentlichung: 5. Juni 2012      |

Weitere Veröffentlichungen
- 2016: The Day Life Began

### Kompilationen
- 1997: Baby Come to Me: The Best of
- 2001: Super Hits
- 2006: Love Songs

### Singles
| Jahr | Titel Album                                         | Höchstplatzierung, Gesamtwochen, AuszeichnungChartplatzierungen (Jahr, Titel, Album, Platzierungen, Wochen, Auszeichnungen, Anmerkungen) | Höchstplatzierung, Gesamtwochen, AuszeichnungChartplatzierungen (Jahr, Titel, Album, Platzierungen, Wochen, Auszeichnungen, Anmerkungen) | Höchstplatzierung, Gesamtwochen, AuszeichnungChartplatzierungen (Jahr, Titel, Album, Platzierungen, Wochen, Auszeichnungen, Anmerkungen) | Höchstplatzierung, Gesamtwochen, AuszeichnungChartplatzierungen (Jahr, Titel, Album, Platzierungen, Wochen, Auszeichnungen, Anmerkungen) | Anmerkungen                                             |
| Jahr | Titel Album                                         | DE | UK | US | R&B | Anmerkungen                                             |
| ---- | --------------------------------------------------- | --- | --- | --- | --- | ------------------------------------------------------- |
| 1987 | Show Me the Way All by Myself                       | — | UK97 (3 Wo.)UK | US68 (9 Wo.)US | R&B2 (17 Wo.)R&B | Erstveröffentlichung: Juni 1987                         |
| 1987 | So Many Tears All by Myself                         | — | — | — | R&B11 (14 Wo.)R&B |                                                         |
| 1987 | Without You All by Myself / Positive                | — | UK85 (2 Wo.)UK | US89 (3 Wo.)US | R&B14 (14 Wo.)R&B | Erstveröffentlichung: Dezember 1987 mit Peabo Bryson    |
| 1988 | How Could You Do it to Me All by Myself             | — | — | — | R&B21 (11 Wo.)R&B |                                                         |
| 1989 | All I Want is Forever Stay with Me                  | — | — | — | R&B2 (20 Wo.)R&B | mit James „JT“ Taylor                                   |
| 1989 | Baby Come to Me Stay with Me                        | — | — | US60 (9 Wo.)US | R&B1 (20 Wo.)R&B | Erstveröffentlichung: September 1989                    |
| 1989 | Good Lovin’ Stay with Me                            | — | UK73 (5 Wo.)UK | — | — | Erstveröffentlichung: September 1989                    |
| 1990 | Make It Like It Was Stay with Me                    | — | — | US43 (11 Wo.)US | R&B1 (21 Wo.)R&B | Erstveröffentlichung: Februar 1990                      |
| 1990 | What Goes Around Stay with Me                       | — | — | — | R&B3 (14 Wo.)R&B |                                                         |
| 1990 | This is Love Stay with Me                           | — | — | — | R&B7 (15 Wo.)R&B |                                                         |
| 1992 | Better Together                                     | — | — | — | R&B68 (5 Wo.)R&B | mit Johnny Mathis                                       |
| 1992 | A Whole New World (Aladdin’s Theme) Aladdin (O.S.T) | DE70 (6 Wo.)DE | UK12 (12 Wo.)UK | US1 Gold · (23 Wo.)US | R&B21 (20 Wo.)R&B | Erstveröffentlichung: 5. November 1992 mit Peabo Bryson |
| 1993 | If I Could Passion                                  | — | — | US52 (17 Wo.)US | R&B9 (21 Wo.)R&B | Erstveröffentlichung: März 1993                         |
| 1993 | Dream in Color Passion                              | — | — | — | R&B63 (9 Wo.)R&B |                                                         |
| 1995 | Love T.K.O. Reachin’ Back                           | — | — | — | R&B29 (16 Wo.)R&B |                                                         |
| 2001 | Oooh Boy This Is Regina!                            | — | — | — | R&B63 (15 Wo.)R&B |                                                         |
| 2008 | God is Good Love Forever Shines                     | — | — | — | R&B83 (4 Wo.)R&B |                                                         |

Weitere Singles
- 1988: After the Love Has Lost its Shine
- 1988: You Got the Love
- 1993: The Deeper I Love
- 1993: Quiet Time
- 1994: Far Longer than Forever (mit Jeffrey Osborne)
- 1998: Don’t Let Go
- 1998: I’ve Had Enough
- 2004: For the Love of You
- 2008: I Call on Jesus
- 2012: Make an Example Out of Me

### Gastbeiträge
| Jahr | Titel Album                           | Höchstplatzierung, Gesamtwochen, AuszeichnungChartplatzierungen (Jahr, Titel, Album, Platzierungen, Wochen, Auszeichnungen, Anmerkungen) | Höchstplatzierung, Gesamtwochen, AuszeichnungChartplatzierungen (Jahr, Titel, Album, Platzierungen, Wochen, Auszeichnungen, Anmerkungen) | Höchstplatzierung, Gesamtwochen, AuszeichnungChartplatzierungen (Jahr, Titel, Album, Platzierungen, Wochen, Auszeichnungen, Anmerkungen) | Höchstplatzierung, Gesamtwochen, AuszeichnungChartplatzierungen (Jahr, Titel, Album, Platzierungen, Wochen, Auszeichnungen, Anmerkungen) | Anmerkungen        |
| Jahr | Titel Album                           | DE | UK | US | R&B | Anmerkungen        |
| ---- | ------------------------------------- | --- | --- | --- | --- | ------------------ |
| 1986 | Where Did We Go Wrong? Back to Basics | — | — | — | R&B42 (13 Wo.)R&B | mit The Manhattans |